# Charleston (Nyugat-Virginia)
Charleston  az amerikai Nyugat-Virginia állam székhelye, egyben Kanawha megye központja. Az Elk és a Kanawha folyók összefolyásánál fekszik.
Az első erőd 1788-ban létesült ezen a helyen. Kezdetben a só és a földgáz jelentette a gazdaság alapját, majd a kőszén került előtérbe. Jelenleg a fő gazdasági ágazatok a kereskedelem, a kormányzat és közszolgáltatások, az egészségügy és az oktatás. A városnak repülőtere és egyeteme is van.

## Lakosság
A város népessége az elmúlt években az alábbi módon változott:
| Lakosok száma | 51 400 | 49 138 | 48 864 |
|               | 2010   | 2016   | 2020   |

## Fordítás
- Ez a szócikk részben vagy egészben a Charleston, West Virginia című angol Wikipédia-szócikk ezen változatának fordításán alapul.  Az eredeti cikk szerkesztőit annak laptörténete sorolja fel. Ez a jelzés csupán a megfogalmazás eredetét és a szerzői jogokat jelzi, nem szolgál a cikkben szereplő információk forrásmegjelöléseként.